# Länsväg 144
Länsväg 144 är en primär länsväg på Gotland, från Ljugarn via Lye till Hemse. 
Vägen har i sin helhet en körbana i varje riktning, och saknar vägrenar.

## Anslutningar
- Länsväg 143 vid Hallute backe vid Ljugarn
- Länsväg 141 och länsväg 142 i Hemse

## Historia
På 1940-talet infördes vägnummer i Sverige och sträckan Ljugarn - Lye blev länsväg 22 och sträckan Visby - Lye - Hemse blev länsväg 21. År 1962 blev sträckan Ljugarn - Lye länsväg 144 och sträckan Visby - Lye - Hemse blev länsväg 143. År 1985 ändrades sträckan Lye - Hemse till länsväg 144, eftersom länsväg 143 ändrade sträckning.